# Ивоток (деревня)
Ивоток — упразднённая деревня в Дятьковском районе Брянской области. Располагалась в 5 км к северо-западу от посёлка городского типа Ивот, в 6 км к юго-востоку от деревни Сельцо, на левом берегу реки Ивоток (первоначальное называние рус. дореф. Ивотъ левый приток Ветьмы).

## Этимология
Предполагают, что название происходит от названия реки Ивот, которое произошло от «ива» — дерево, растущее по берегам рек. Ива -iwa унаследовано от праславянского *jь̀va, от прабалто-славянского *éiˀwāˀ, от праиндоевропейского *h₁eyHw-éh₂, от корня *h₁eyHw- («тис, ива»). Тис происходит от прагерманское *īwa-, первоначально может заимствовано из галльского *ivos, сравните бретонский ivin, ирландский ēo, валлийский ywen, французский if (см. Эйваз).
Ток -ток праславянский *токъ реконструируют от прабалто-славянского *takas, от праиндоевропейского *tokʷos, от *tekʷ- «бежать, течь».
Праславянский -tъ реконструируют от прабалто-славянского *tas, от праиндоевропейского *só, séh₂, tód «это». Связано с праславянский -такъ «такой-то, такой».
По Трубачеву, варианты Ивот, Иват, Ивать, Ивата, Иватка, Ивотка связан с лтш. īvaši, īvatis и др.-прусск. īwanthi в значении ручей, лит. Ivančiaus ežeras озеро Иванчюс, лит. yvas филин.
По Топорову др.-прусск. iwanthi, *iv-ant ручей, iv сова, лит. ivančius, Yvančius озеро, лтш. Ivande, Ivandas река.
От финно-угорского йыв «исток реки», от которого по одной из версий происходит название города Ивье белор. Іўе, Iŭje в Гродненской области Белоруссии.

## История
В списках писцовой книги Брянского уезда в 1612 году указана речка Ивот. По имени речки названо поселение: «Деревня, что был починок Ивот, на речке Ивоте» в записи писцовой книги поместных и вотчиных земель Брянского уезда за 1626—1629 годы.
Упоминается с 1626 года как существующая деревня рус. дореф. Ивотъ, которую составляли 3 крестьянских двора и три двора бобылей из казаков, принадлежали роду дворян Похвисневых, владельцем был помещик Андрей Иванович Похвиснев (в некоторых источниках эта дата ошибочно указывается применительно к пгт Ивот); позднее — владение Гончаровых, в XIX веке — Мальцовых.
В 1790 году Ивотъ на карте двухверстовке «План генерального межевания Брянского уезда Орловской губернии»
В 1832 году Ивотъ на карте Десятиверстке Шуберта Ф. Ф. появляется совместно с Ивотская (фабрика) и Шумаватская.
С 1881 — село (ныне пгт) Ивот.
В 1903 году Ивотъ на карте Орловской епархии отмечен отдельно от ИвотъФабрика.
С 1861 по 1924 год входила в Фошнянскую волость Брянского (с 1921 — Бежицкого) уезда.
Состояла в приходе села Бацкино.
С 1897 года работала церковно-приходская школа, в 1898 году упоминается о 2-х классной церковно-приходской школе в Ивотъ, которая была устроена генерал-майором Мальцовым С. И.
С 1924 года в Дятьковской волости, с 1929 в Дятьковском районе.
Значительно пострадала в годы Великой Отечественной войны.
До 1949 года являлась центром Ивотокского сельсовета.
В 1949—1964 в Любегощенском, позднее в Сельцовском сельсовете.
Исключена из учётных данных в 1970 году.
В данный момент до деревни можно добраться по дороге 15К-604, соединяющей Дятьково, Ивот и Сельцо.

## Население
| Годы      | 1866 | 1897 | 1926 | 1939 |
| --------- | ---- | ---- | ---- | ---- |
| Население | 298  | 570  | 922  | 853  |

## Памятники истории
Культурное наследие России, Брянская область, Дятьковский район:
- Братская могила 56 советских воинов, погибших в 1943 году в боях с немецко-фашистскими захватчиками;
- Памятное место по дороге Ивот — Бытошь, где в 1943 году произошло соединение войск Советской Армии с партизанами Дятьковского района.

## Природа
Природные памятники России в Брянской области:
- Урочище Куява;
- Партизанские топи (Ивоток).